# جبل مکبر
جبل مکبر (جبل مکبر) منطقه‌ای مسکونی در استان قدس است.